# 分节段病毒目
分节段病毒目（学名：Articulavirales）为泛流感病毒纲的一个目。

## 下级分类
本目包括以下科：
- 罗非鱼病毒科 Amnoonviridae
- 正黏液病毒科 Orthomyxoviridae